# Divergent (film)
Divergent is een Amerikaanse actie-sciencefictionfilm uit 2014, geregisseerd door Neil Burger. De film is gebaseerd op de gelijknamige roman, geschreven door Veronica Roth.

## Het verhaal
De film speelt zich af in dystopisch Chicago, waar de maatschappij verdeeld is in vijf facties: Zelfverloochening (Abnegation), Vriendschap (Amity), Oprechtheid (Candor), Onverschrokkenheid (Dauntless) en Eruditie (Erudite). Wie niet bij een factie hoort, leeft in feite als zwerver (factieloos). Wanneer kinderen zestien jaar oud worden moeten ze tijdens de jaarlijkse kiesceremonie kiezen bij welke factie ze willen horen. Deze keuze staat voor hun hele leven vast, en als ze eenmaal gekozen hebben, is er geen weg meer terug. Ze kunnen ook niet terugkeren naar hun ouders. Van tevoren krijgen ze een psychologische test onder invloed van een psychoactief serum. De test wijst uit welke factie het best bij ze past, maar iedereen is vrij om te kiezen.
Beatrice Prior is geboren in de factie Zelfverloochening. Deze factie vormt de regering van de stad. Haar vader Andrew zit in de raad, samen met het hoofd van Zelfverloochening, Marcus Eaton. Beatrice doet haar test onder begeleiding van een vrouw genaamd Tori. Beatrice haar resultaten laten zien dat ze eigenschappen heeft van meerdere facties. Dit betekent dat ze Afwijkend (Divergent) is. Tori noteert de uitslag als Zelfverloochening en waarschuwt Beatrice dat ze de echte uitslag geheim moet houden. Afwijkenden kunnen onafhankelijk denken en kunnen ook niet door de regering onder controle gehouden worden, en worden daarom gezien als een bedreiging voor de samenleving. Als iemand erachter komt dat je Afwijkend bent, heeft dit de dood als gevolg.
De volgende dag bij de kiesceremonie kiest de broer van Beatrice, Caleb, voor Eruditie. Na enige twijfel kiest Beatrice voor Onverschrokkenheid. Na de ceremonie moet Beatrice eerst op een treinperron klimmen, en daarna in een rijdende trein springen. In de trein ontmoet Beatrice Christina, Al en Will, drie andere rekruten van andere facties, die ook voor Onverschrokkenheid hebben gekozen. Na een stukje met de trein meegereisd te hebben, moet iedereen uit de trein springen, op het dak van een gebouw. Als Beatrice en Christina eruit zijn gesprongen, moeten ze vanaf het gebouw in een groot gat springen, niet wetend wat er daar beneden op hun wacht. Beatrice biedt zich als eerste vrijwilliger aan om in het gat te springen. Als ze springt, wordt ze opgevangen door een groot net. Four, een instructeur, vangt haar op en vraagt naar haar naam. Beatrice besluit dan om haar naam af te korten naar Tris. De inzet en onverschrokkenheid van alle nieuwe rekruten wordt direct getest en Eric, een onvriendelijke en harde leider, maakt duidelijk dat wie niet aan de hoge verwachtingen voldoet de factie zal moeten verlaten. Ook is er totaal geen privacy. Mannen en vrouwen zitten niet gescheiden, er zijn geen wc-hokjes of muren rondom de wc´s gebouwd, ook de douches zijn gemeenschappelijk.
Tris heeft in eerste instantie moeite met de training van Onverschrokkenheid. Ze hangt onderaan de ranglijst bij de eerste evaluatie, maar wordt geleidelijk beter. Eric organiseert een gevecht tussen Tris en haar vijand, Peter. Tris verliest van hem, en belandt in het ziekenhuis. Als ze wakker wordt, komt ze erachter dat Eric haar uit de factie heeft gegooid, en ook dat ze de laatste test dreigt te missen. Daarom ontsnapt ze uit het ziekenhuis en voegt ze zich bij de andere leden. Eric is verbaasd om Tris te zien, maar accepteert het dat ze toch terug is gekomen. Tris bezorgt haar team de overwinning, en scoort hoog genoeg om toch te mogen blijven.
In de volgende fase van de training worden de rekruten onderworpen aan psychologische simulaties waarin ze hun grootste angsten onder ogen moeten komen. Tris haar Afwijkende eigenschappen zorgen dat ze opvalt in de testen door haar uitdagingen op hele originele manieren aan te gaan. Four doet de test, en komt erachter dat Tris Afwijkend is, en vertelt haar om haar vaardigheden verborgen te houden en de uitdagingen aan te gaan zoals een normale Onverschrokkene zou doen.
Tris bezoekt haar broer Caleb, die haar vertelt dat Eruditie van plan is om Zelfverloochening uit te roeien, en zelf de regerende factie te worden. Wanneer ze teruggaat naar het hoofdkwartier van Onverschrokkenheid, wordt ze aangevallen door Al en twee anderen, maar ze wordt gered door Four. De volgende dag vraag Al aan Tris om vergeving, maar zij weigert om zijn excuus aan te nemen en noemt hem een lafaard. Later pleegt Al zelfmoord.
Om Tris voor te bereiden op haar laatste test neemt Four Tris mee in zijn eigen angstsimulaties. Daar hoort ze dat zijn echte naam Tobias is, en dat hij de zoon van Marcus Eaton is. Na de simulatie kussen ze elkaar. Tris slaagt voor haar test, waarna ze officieel ingewijd wordt bij Onverschrokkenheid. De rest van de Onverschrokkenen wordt geïnjecteerd met een serum waarmee ze zogenaamd gevolgd kunnen worden, maar waarmee in werkelijkheid hun gedachten gestuurd kunnen worden.
De volgende ochtend bereiden de Onverschrokkenen zich voor om de bevelen van Eruditie op te volgen. De Afwijkenden worden niet beïnvloed door het nieuwe serum, dus Tris moet zich onopvallend gedragen om zich niet verdacht te maken. Ze vindt Four die onthult ook Afwijkend te zijn. Terwijl de Onverschrokkenen zich voorbereiden om Zelfverloochening binnen te vallen, zonderen Tris en Four zich af van de groep en proberen om Tris haar ouders te vinden. Maar Eric ziet dat Four niet onder invloed van het serum is en neemt het duo gevangen. Four wordt in hechtenis genomen en Tris wordt veroordeeld tot executie. Haar moeder Natalie verschijnt en redt Tris, maar wordt neergeschoten en sterft terwijl ze samen met Tris probeert te vluchten.
Tris vindt haar vader die zich met Caleb, Marcus en een aantal mensen van Zelfverloochening verstopt heeft. De groep dringt binnen in het hoofdkwartier van Onverschrokkenheid waar Tris Peter tegenkomt en hem dwingt om hen naar het commandocentrum van Eruditie te brengen. Haar vader offert zich op tijdens een schietpartij en Tris gaat alleen naar binnen om Four te vinden die nu onder een sterkere invloed is van het serum, en haar aanvalt. Maar door haar kennis van zijn angsten weet ze hem onder de invloed uit te krijgen. Ze gaan samen de centrale controlekamer binnen, waar de leidster van Eruditie, Jeanine op het punt staat om met het leger van Onverschrokkenheid de hele factie van Zelfverloochening te executeren. Tris gooit haar mes in Jeanines hand, waardoor ze vast zit. Tris gebruikt het serum om Jeanine het plan af te laten breken. De soldaten van Onverschrokkenheid hebben hun lichaam en gedachten nu weer onder controle en breken de executie af. Tris, Four, Christina en een paar andere mensen vormen een groep en ontsnappen met de trein.

## Rolverdeling
| Acteur           | Personage             |
| ---------------- | --------------------- |
| Shailene Woodley | Beatrice "Tris" Prior |
| Theo James       | Tobias "Four" Eaton   |
| Kate Winslet     | Jeanine Matthews      |
| Maggie Q         | Tori                  |
| Jai Courtney     | Eric                  |
| Mekhi Phifer     | Max                   |
| Zoë Kravitz      | Christina             |
| Christian Madsen | Al                    |
| Amy Newbold      | Molly                 |
| Miles Teller     | Peter                 |
| Ben Lloyd-Hughes | Will                  |
| Ashley Judd      | Natalie Prior         |
| Tony Goldwyn     | Andrew Prior          |
| Ansel Elgort     | Caleb Prior           |
| Ray Stevenson    | Marcus Eaton          |

## Achtergrond

### Ontwikkeling
Distributeur Summit Entertainment en producenten Douglas Wick en Lucy Fisher van Red Wagon Enterainment kochten in maart 2011 de rechten van Divergent. In augustus 2012 werd Neil Burger aangekondigd voor de regie. Scenarioschrijvers Evan Daugherty en Vanessa Taylor schreven het scenario.  Aanvankelijk was het budget 40 miljoen dollar maar werd later door Lionsgate verhoogd naar 80 miljoen dollar door het succes van de film The Hunger Games. De opnames vonden plaats in Chicago van april 2013 tot medio juli 2013. Vrijwel alle producties vonden plaats in Chicago en veel van het interieur locaties werden gefilmd in de 'Cinespace Chicago Film Studios'. De totale productie bedroeg 85 miljoen dollar.

### Première
Eind augustus 2013 werd de eerste trailer uitgebracht en eind september 2013 werden twee posters met Woodley en James als Tris en Four uitgebracht. De wereldpremière van de film was in Los Angeles op 18 maart 2014.

### Vervolgfilms
In mei 2013 werd door Summit Entertainment bekendgemaakt dat er vervolgfilms zouden komen op basis van de romans Insurgent en Allegiant van auteur Veronica Roth. Het uitbrengen van het tweede deel vond plaats in maart 2015 en werd geregisseerd door Robert Schwentke. In 2014 al werd aangekondigd dat het derde deel opgesplitst zal worden in twee aparte films: Allegiant en Ascendant. Deze delen zullen geregisseerd worden door Lee Toland Krieger. In 2016 werd Allegiant uitgebracht. Na een teleurstellende opbrengst in de bioscopen, werd door Lionsgate besloten om van het laatste deel Ascendant een televisiefilm te maken. In 2018 bleek dat het gebrek aan interesse van de originele cast het einde betekende voor Ascendant. Hiermee heeft de saga geen einde.

## Filmmuziek
De filmmuziek uit de film werd gecomponeerd door Junkie XL en geproduceerd door Hans Zimmer. Het muziekalbum met filmsongs werd geproduceerd door Randall Poster en uitgegeven op 11 maart 2014. In de eerste week werden er 10.000 exemplaren van verkocht.